# Mittelalter
Als Mittelalter wird in der europäischen Geschichte die Epoche zwischen dem Ende der Antike und dem Beginn der Neuzeit bezeichnet, also etwa die Zeit zwischen dem 6. und 15. Jahrhundert. Sowohl der Beginn als auch das Ende des Mittelalters sind Gegenstand der wissenschaftlichen Diskussion und werden recht unterschiedlich angesetzt (siehe unten).
Im Übergang von der Spätantike ins Frühmittelalter zerbrach die politische und kulturelle Einheit des durch die griechisch-römische Antike geprägten Mittelmeerraums. Während das Byzantinische Reich im Osten intakt blieb, ging das Westreich 476 unter. Es bildeten sich neue Reiche innerhalb (wie das Frankenreich, das Westgotenreich auf der Iberischen Halbinsel und die Reiche der Angelsachsen in Britannien) und außerhalb (wie die Herrschaften der Slawen in Ost- und Südosteuropa und die neuen Reichsbildungen in Skandinavien) des ehemaligen weströmischen Reichs. Bevölkert waren diese Reiche von der ansässigen romanisierten Mehrheitsbevölkerung und in der sogenannten Völkerwanderungszeit eingewanderten Gruppen (vor allem germanische und slawische Krieger).
Während der Mittelmeerraum bereits am Ende der Spätantike christlich geprägt war, wurden im Mittelalter auch die übrigen heidnischen Gebiete Europas christianisiert. Vor allem christliche Klöster spielten eine wichtige Rolle dabei, einen Bruchteil der antiken Literatur zu bewahren. Im Frühmittelalter bildete sich im Wesentlichen die politische Grundordnung späterer Zeiten heraus. Das anschließende Hochmittelalter war gekennzeichnet durch den Aufschwung von Wirtschaft, Wissenschaft und Kultur. Im Spätmittelalter erfolgte der langsame Übergang in die Frühe Neuzeit.
Mit dem Islam entstand im 7. Jahrhundert eine neue Religion, die sich infolge der arabischen Eroberungen in West- und Mittelasien, Nordafrika und auch in Teilen Südeuropas ausbreitete, bevor christliche Herrscher die Rückeroberung in Spanien (Reconquista) und Süditalien/Sizilien einleiteten. In Südosteuropa hingegen drangen seit dem späten 14. Jahrhundert die Osmanen weiter vor. Das Ende des Mittelalters ist dabei ähnlich schwierig zu bestimmen wie der Anfang; traditionell werden hier Ereignisse wie die Entdeckung Amerikas durch die Europäer 1492 oder der Beginn der Reformation 1517 als wichtige Zäsuren betrachtet.
Die vorherrschende Gesellschafts- und Wirtschaftsform des Hoch- und Spätmittelalters war der Feudalismus. Grundzüge dieser Zeit waren eine nach Ständen geordnete Gesellschaft, ein durch das Christentum bestimmtes Weltbild, eine christlich geprägte Wissenschaft und Literatur, Architektur, Kunst und Kultur sowie Latein als gemeinsame, übergreifende Bildungssprache. Nach dem Großen Schisma von 1054 strebte sowohl die katholische Kirche als auch die orthodoxe Kirche die Einheit des Christentums unter ihrem Dach an. Diese Bemühungen scheiterten jedoch.
Von großer Bedeutung für das „christliche“ Europa waren die Juden. Auf Grund des Zinsverbots der katholischen Kirche waren den Christen Geldgeschäfte verboten, nicht aber den andersgläubigen Juden. Sie waren Schutzbefohlene der Landesherren und wurden als Minderheit nur widerwillig geduldet. Aufgrund des Antijudaismus im Mittelalter waren sie Opfer von Judenpogromen und Vertreibungen.

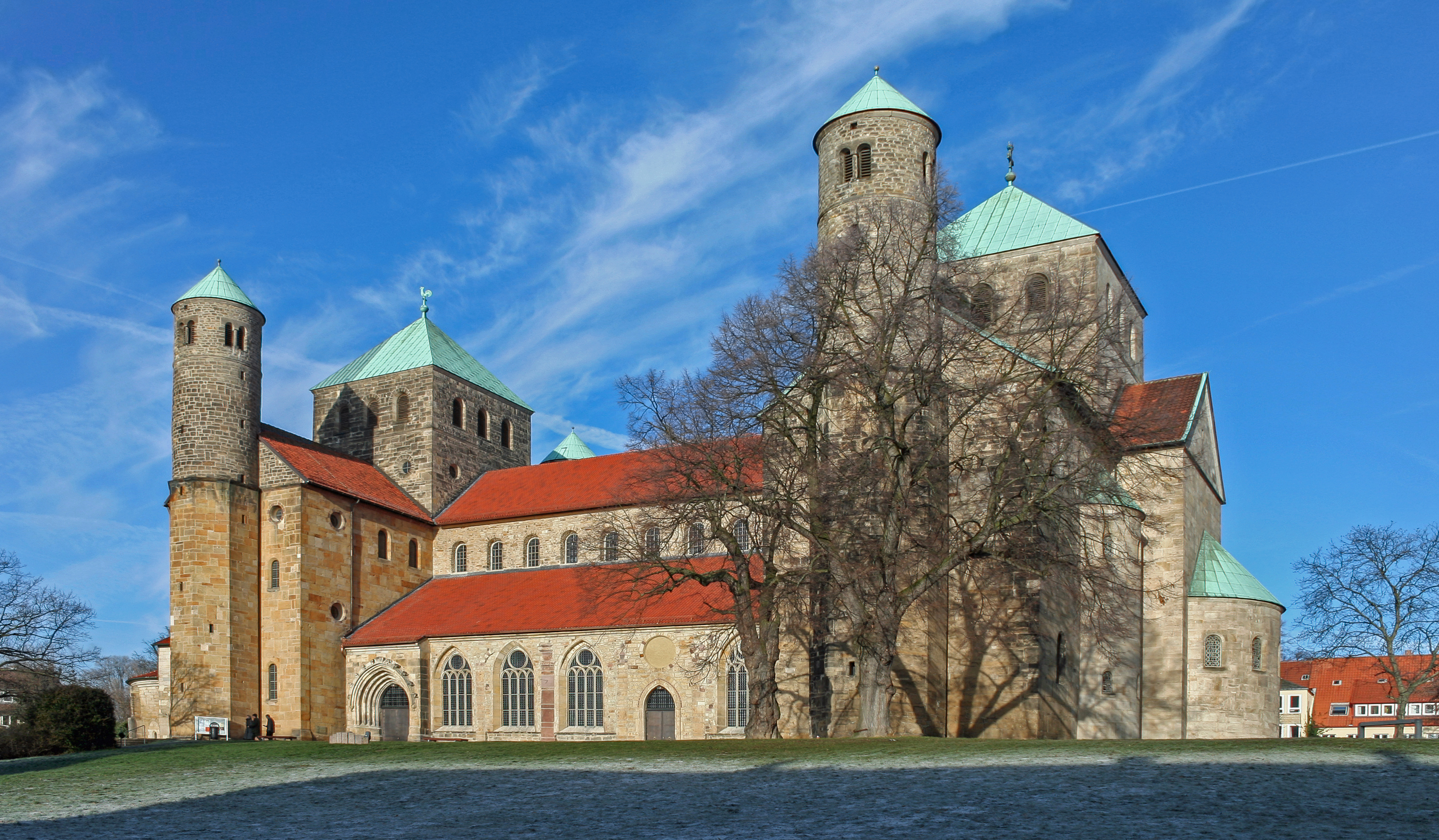
Romanische Kirche St. Michael in Hildesheim

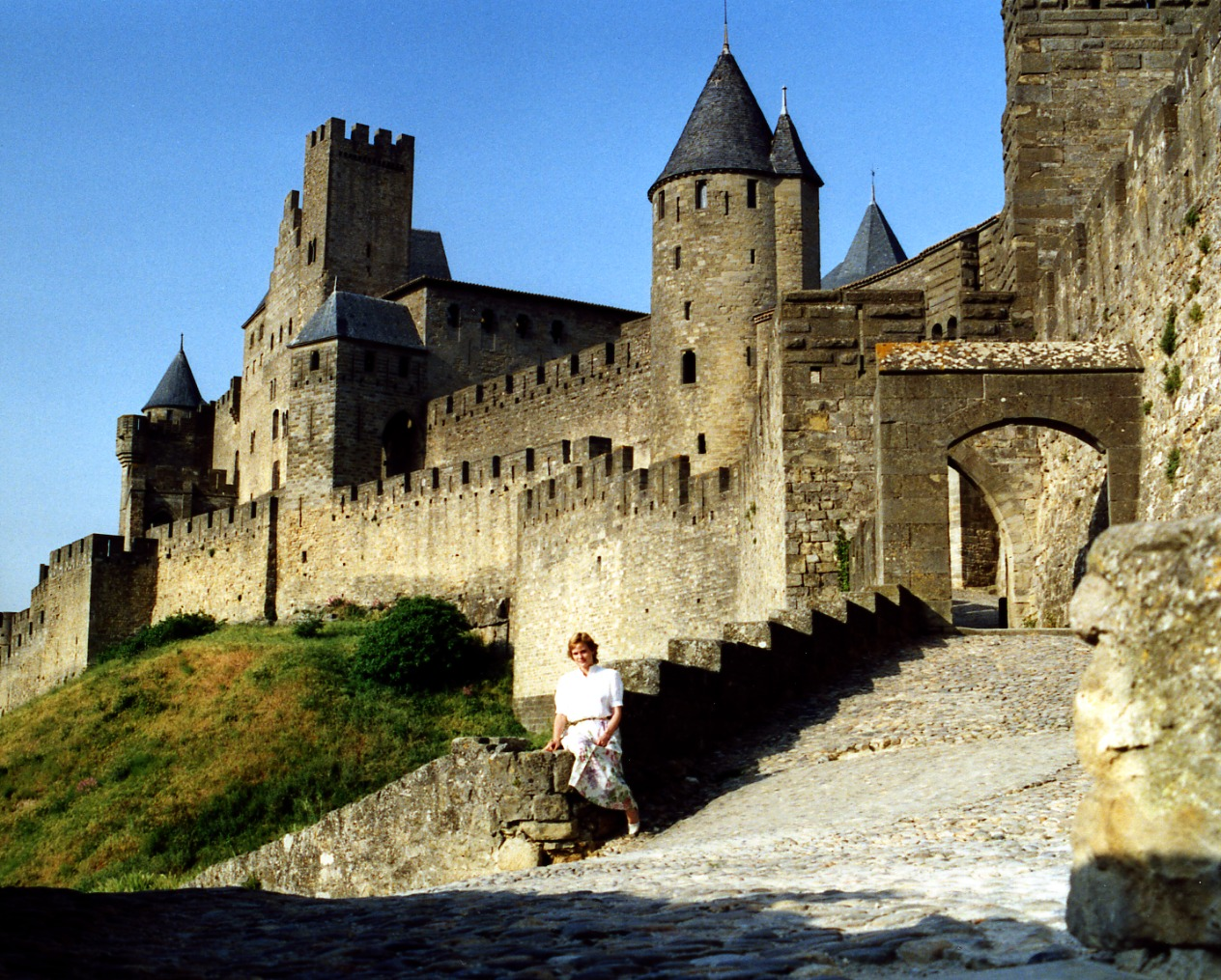
Cité von Carcassonne

## Der Begriff „Mittelalter“

### Mittelalterlicher Eigenbegriff

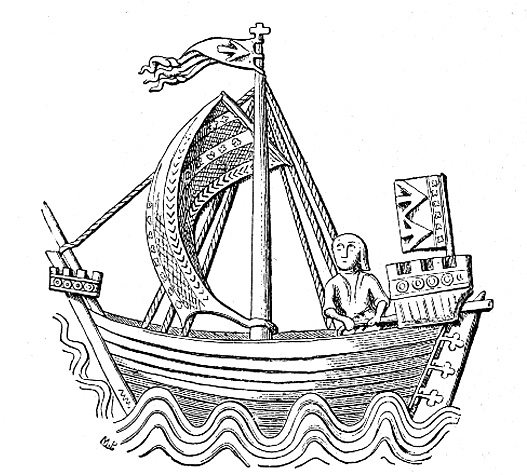
Kogge (ma. Darstellung auf Stralsunder Siegel)

Das christliche Mittelalter sah sich selbst noch nicht als ein „Mittelalter“, sondern verstand sich heilsgeschichtlich als eine im Glauben allen anderen Zeitaltern überlegene aetas christiana („christliches Zeitalter“), die mit der Geburt Christi begann und erst mit dem Jüngsten Tag enden sollte. Während die vorausgegangenen Weltalter der Heilsgeschichte gemäß der Lehre von den drei, vier oder sechs Weltaltern (aetates mundi) noch weiter unterteilt wurden, gab es für die interne Periodisierung der aetas christiana kein fest etabliertes Epochenschema, sondern lediglich Ansätze, wie die Lehre von den sieben Perioden der Kirche (abgeleitet aus der Johannesapokalypse) oder die von Joachim von Fiore begründete Einteilung in eine Zeit des „Sohnes“ (von der Geburt Christi bis etwa 1260) und eine darauf folgende Zeit des „Geistes“.
Die Vorstellung, dass auch innerhalb der aetas christiana geschichtliche Entwicklung im Sinne von Fortschritt oder Verfall stattfinden könnte, war dem christlichen Mittelalter dabei keineswegs fremd. Sie war jedoch aus der Sicht der römischen Kirche prekär, weil diese einerseits eine Weiterentwicklung oder Überbietung der christlichen Lehre seit der Zeit des Evangeliums und der Kirchenväter nicht zulassen oder zugeben und andererseits auch die eigene Entwicklung nicht unter dem Gesichtspunkt des Verfalls betrachten lassen wollte. Soweit sich entsprechende Geschichtsvorstellungen mit kirchenkritischen Reformkonzepten und eschatologischen Berechnungen der Endzeit verbanden, wurden sie deshalb, wie die Lehre Joachims und seiner Nachfolger, von der römischen Kirche bekämpft.
In der politischen, dabei gleichfalls heilsgeschichtlich ausgerichteten Geschichtsbetrachtung traten Periodisierungsvorstellungen besonders in Form der Lehre von der Translatio imperii auf, wonach die römische Kaiserwürde zunächst auf die oströmischen Kaiser von Byzanz, dann in der renovatio imperii Karls des Großen auf die Franken und schließlich mit der Kaiserkrönung Ottos des Großen auf die Kaiser des römisch-deutschen Reiches übertragen wurde. Die Translatio-Lehre war mit der christlichen Weltalterlehre im Ansatz vereinbar, da sie die Vorzugsstellung und dogmatische Einheit der aetas christiana nicht in Frage stellte und ihr Konfliktpotential stattdessen in der Beziehung zwischen Papst und Kaisertum lag. Ein Periodensystem für die Geschichtsschreibung zur christlichen Epoche ergab sich jedoch aus dieser Vorstellung nicht.

### Begriffsgeschichte
Der Begriff Mittelalter wurde in der Form medium aevum („mittleres Zeitalter“) erstmals im 14. Jahrhundert von italienischen Humanisten eingeführt, die damit dann in den beiden folgenden Jahrhunderten zugleich auch das Verständnis der eigenen Epoche als Epoche der Wiedergeburt (Renaissance) begründeten. In der humanistischen Geschichtsbetrachtung wurde der christliche Glaube nicht in seiner allgemeinen Verbindlichkeit, sondern in seiner Gültigkeit als Maßstab für die Bewertung der weltgeschichtlichen Entwicklung abgelöst und durch ein profangeschichtliches, nicht mehr primär von Theologen, sondern von Dichtern und Philologen konstruiertes Ideal der griechisch-römischen Antike ersetzt. Aus humanistischer Sicht war das Mittelalter ein „dunkles Zeitalter“ (aetas obscura), eine Epoche des Zerfalls und des Niedergangs, in der der sprachliche, literarische, technologische und zivilisatorische Entwicklungsstand der griechisch-römischen Antike bedingt durch den Zusammenbruch des Weströmischen Reiches verloren ging, um erst in der eigenen Zeit durch die Wiederentdeckung antiker Quellen und die Wiederbelebung antiker Stilnormen zum Gegenstand der Nachahmung (imitatio) oder sogar Überbietung (aemulatio) zu werden. In der modernen Forschung wird jedoch auf die Problematik solch pauschaler Urteile hingewiesen und für eine differenziertere Betrachtung des Mittelalters als eigenständige Epoche plädiert (siehe unten).
Mit dem humanistischen Begriff der aetas obscura verwandt, aber in der Bedeutung abweichend ist der besonders in der englischsprachigen Geschichts- und Frühgeschichtsforschung etablierte Begriff der „dunklen Jahrhunderte“ (Dark Ages), worunter allgemein Perioden fehlender oder in der Forschung noch nicht aufgearbeiteter schriftlicher bzw. archäologischer Überlieferung (Mittelalterarchäologie), meist als Zwischenphasen gegenüber vorausgegangenen, vergleichsweise besser dokumentierten Perioden verstanden werden. In der Geschichte Englands zum Beispiel bezeichnet man so den Zeitraum nach dem Ende der römischen Herrschaft bis in die Zeit der Einwanderung der Angeln, Sachsen und Jüten (etwa 5./6. Jahrhundert).
Der Begriff des Mittelalters etablierte sich in der Folgezeit als Epochenbegriff mit tendenziell abwertender Bedeutung, wobei die Epochengrenzen meist einerseits mit dem Ende des weströmischen Kaisertums im Jahr 476 und andererseits mit dem Ende des Oströmischen Reiches durch die osmanische Eroberung Konstantinopels von 1453 angesetzt wurden, letzteres auch im Hinblick darauf, dass byzantinische Gelehrte bei ihrer Flucht in den Westen wichtige griechische Handschriften mitbrachten, die dem lateinischen Mittelalter unbekannt geblieben oder nur durch arabische Übersetzungen bekannt geworden waren.
Eine dezidiert positive Neubewertung, zum Teil verbunden mit nostalgischer Verklärung und mit dem Bedürfnis nach Bestimmung der eigenen christlichen oder nationalen Wurzeln und Identität, kam erst in der Zeit der ausgehenden Aufklärung und besonders in der Romantik auf. Das war seit dem Ausgang des 18. Jahrhunderts ein wesentlicher Antrieb für die verstärkte philologische und historische Beschäftigung mit dem Mittelalter.
In der modernen Forschung, die sich auch neuer Fragestellungen und Methoden bedient, wird wesentlich differenzierter geurteilt. So werden die originären Leistungen des Mittelalters und die durchaus vorhandenen Kontinuitätslinien betont, so dass das Mittelalter nicht mehr wertend an der humanistischen Elle antiker „Größe“ gemessen wird. An die Stelle nationaler tritt häufig eine europäisch ausgerichtete Rückbesinnung, die die „Geburt Europas im Mittelalter“ (Jacques Le Goff) betont.
Außerhalb der Fachsprache werden heute Denk- oder Verhaltensweisen oder ganze Kulturen dennoch überspitzt als „mittelalterlich“ bezeichnet, um ihnen besondere Rückständigkeit und einen Mangel an Aufklärung und Humanität zuzuschreiben.

## Zeitliche Einordnung

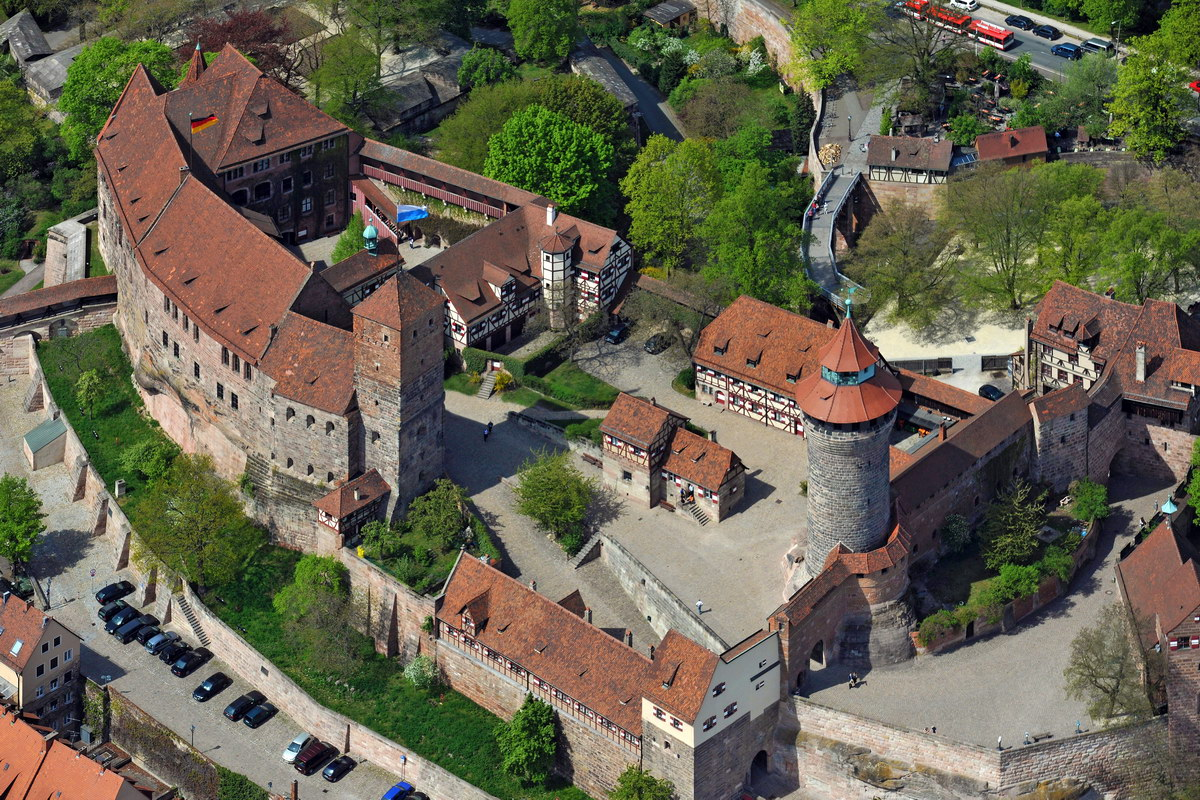
Nürnberger Burg als Beispiel für eine Burg im Mittelalter

Die Bezeichnung „Mittelalter“ bezieht sich in erster Linie auf die Geschichte des christlichen Abendlandes vor der Reformation, denn der Begriff wird nur selten im Zusammenhang mit außereuropäischen Kulturen verwendet (siehe unten zum Begriff im Rahmen der Geschichte Indiens, Chinas und Japans). Er bezieht sich also hauptsächlich auf den europäischen Kontinent und die Britischen Inseln. Im Groben ordnet man das Mittelalter in die Zeit von 500 oder 600 n. Chr. bis etwa 1500 ein. Wesentlich konkreter sind folgende Bezugsdaten:
Das europäische Mittelalter erstreckt sich ungefähr vom Ausklang der Völkerwanderungszeit, deren Ende in der Forschung traditionell auf das Jahr 568 datiert wird, bis zum Zeitalter der Renaissance seit der Mitte des 15. Jahrhunderts bzw. bis zum Beginn des 16. Jahrhunderts. Bezüglich der Problematik der Datierung des Beginns des Mittelalters und der folgenden Entwicklung siehe Ende der Antike, Spätantike und Frühmittelalter.
Die Datierungsansätze sind nicht immer einheitlich, denn es kommt entscheidend darauf an, welche Aspekte der Entwicklung betont werden und welche Region man jeweils betrachtet. Stellt man zum Beispiel den Einfluss des Islam und die Eroberung weiter Teile des einstmals römischen Gebietes durch die Araber in den Vordergrund und blickt eher auf den östlichen Mittelmeerraum als auf Westeuropa, so kann man Mohammeds Hidschra (622) oder den Beginn der arabischen Expansion (ab 632) als Ende der Spätantike und Beginn des Mittelalters sehen. Desgleichen gibt es unterschiedliche Datierungsmöglichkeiten für das Ende des Mittelalters, beispielsweise die Erfindung des Buchdrucks (um 1450), die Eroberung von Konstantinopel (1453), die Entdeckung Amerikas (1492), den Beginn der Reformation (1517) oder den großen Bauernkrieg (1525). Andere Ansätze weiten den Zeitraum noch stärker aus (sogenanntes „langes Mittelalter“ bis ins 19. Jahrhundert, wofür z. B. Jacques Le Goff eintritt), doch sind dies Minderheitsmeinungen. Dies gilt umgekehrt auch für Positionen, die den Beginn des Mittelalters erst mit Karl dem Großen ansetzen und die Zeit davor als „lange Spätantike“ betrachten.
Fokussiert man einzelne Länder, kann man zu verschiedenen Eckdaten kommen. So endete die Antike am Rhein oder in Britannien aufgrund der dortigen Entwicklungen während der „Völkerwanderung“ deutlich früher als etwa in Italien, Kleinasien oder Syrien. Auf der anderen Seite war zum Beispiel zu Beginn des 15. Jahrhunderts in Italien bereits das Zeitalter der Renaissance angebrochen, während man die gleiche Zeit in England noch zum Mittelalter rechnet. Im Norden Europas folgt der Völkerwanderungszeit die „germanische Eisenzeit“, die in Schweden durch die Vendelzeit (650–800) abgelöst wird. In Skandinavien beginnt um 800 die Wikingerzeit, die 1050 endet und dann in das „nordische Mittelalter“ übergeht. Es ist daher sinnvoll, regional unterschiedliche Übergangszeiträume zu betrachten.

## Untergliederung des Mittelalters

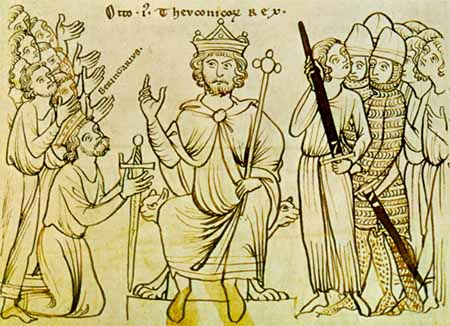
Otto I. empfängt nach dem Sieg über Berengar II. dessen Schwert als Zeichen der Unterwerfung (aus einer Handschrift um 1200)

Im deutschsprachigen Raum hat seit dem 19. Jahrhundert die von der Nationalidee beeinflusste, an der fränkischen und deutschen Herrschergeschichte orientierte Geschichtsschreibung das europäische Mittelalter bzw. die Geschichte Deutschlands im Mittelalter vornehmlich in drei Hauptphasen gegliedert:
- Frühmittelalter (6. Jahrhundert bis Anfang/Mitte des 11. Jahrhunderts), die Epoche der Merowinger, Karolinger und Ottonen
- Hochmittelalter (Anfang/Mitte des 11. Jahrhunderts bis ca. 1250), die Zeit der Salier und Staufer
- Spätmittelalter (ca. 1250 bis ca. 1500), in der älteren Forschung auch als der „Herbst des Mittelalters“ bezeichnet, nach dem Scheitern der klassischen Kaiseridee (Habsburger und Luxemburger)

Diese Trinität war an der Vorstellung von Aufstieg, Blüte und Verfall ausgerichtet, wird in der neueren Forschung aber sehr viel differenzierter betrachtet. Durch veränderte Fragestellungen, insbesondere auch die Berücksichtigung wirtschafts-, sozial- und kulturgeschichtlicher Aspekte, ging man allmählich von dem an der Herrschergeschichte ausgerichteten Ordnungsmodell ab und betonte die Veränderungen des 11./12. Jahrhunderts als entscheidende Zäsur des als Mittelalter bezeichneten Jahrtausends. Oft führt das dazu, dass man nur noch das frühere vom späteren Mittelalter unterscheidet. Von einzelnen Forschern vorgenommene abweichende Ein- und Zuordnungen sind auch von unterschiedlichen Schwerpunktsetzungen beeinflusst.

### Frühmittelalter
Die sogenannte „Völkerwanderung“ wird von der Forschung als Bindeglied zwischen Spätantike und frühem Mittelalter angesehen. Mit dem Ende der (heute in vielen Aspekten kontrovers diskutierten) „Völkerwanderung“, das traditionell mit dem Einfall der Langobarden in Italien im Jahr 568 verbunden wird (allerdings wird in der neueren Forschung auch teils die Zeit danach in die Betrachtung zumindest als Ausblick eingeschlossen), begann zumindest in West- und Mitteleuropa endgültig das Frühmittelalter. Der Übergang ist somit im 6. Jahrhundert fließend. In Ostrom bzw. Byzanz hingegen hielten sich spätrömische Verwaltungsstrukturen noch einige Jahrzehnte länger; antike Kulturelemente wurden in Byzanz auch später noch intensiver bewahrt als im lateinischen Westen.

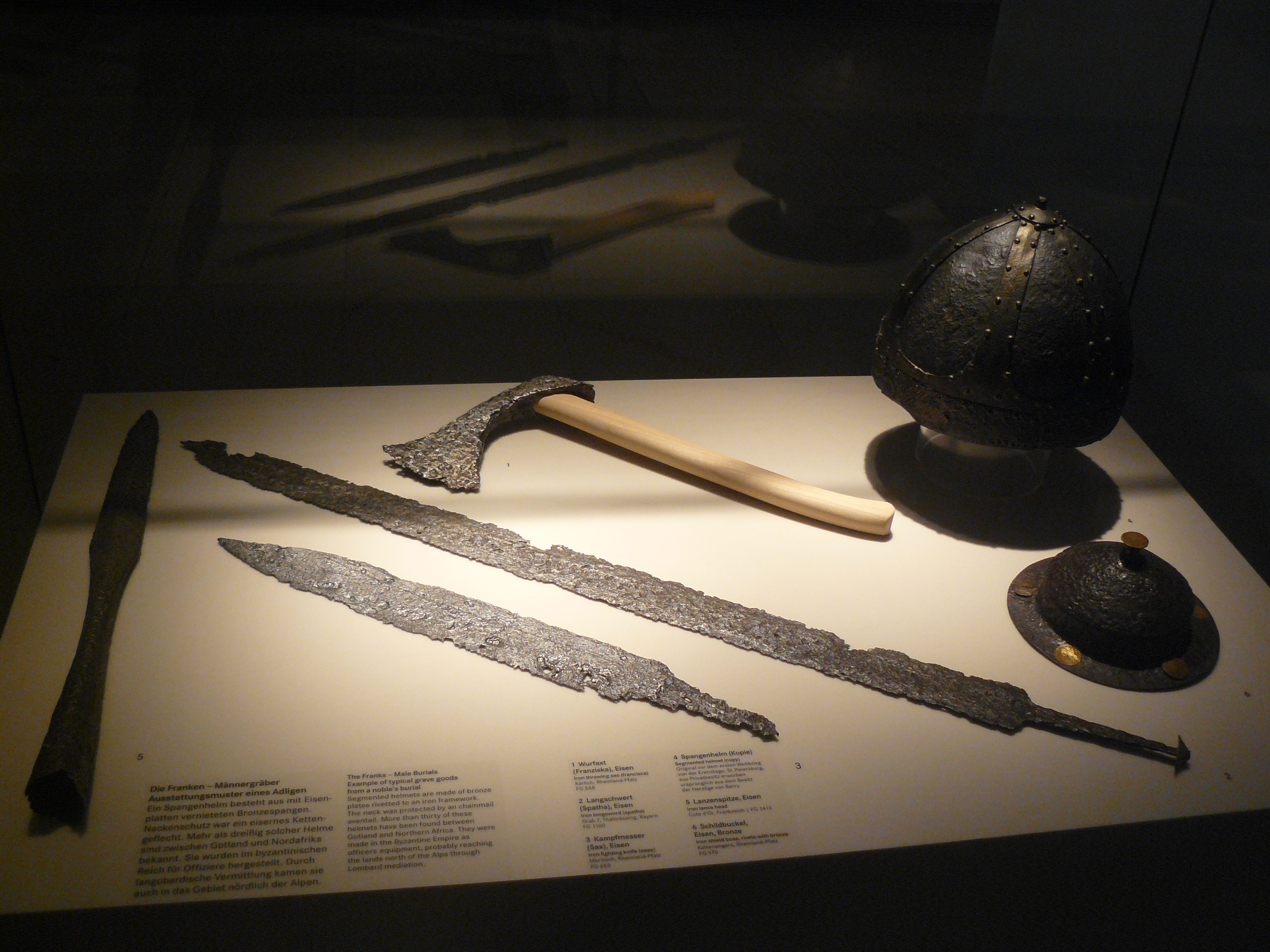
Frühmittelalterliche Bewaffnung:
Spatha, Sax, Franziska, Spangenhelm und Schildbuckel (Germanisches Nationalmuseum, Nürnberg)

Im Frühmittelalter fanden viele einschneidende Entwicklungen statt, die Auswirkungen bis in die Moderne haben. Es vollzog sich eine Umformung des antiken römischen Erbes, doch trotz zahlreicher Brüche sind ebenso viele Kontinuitätslinien zu erkennen. Entgegen der älteren Deutung als „dunkle“ oder „rückständige“ Epoche wird das Frühmittelalter in der modernen Forschung wesentlich differenzierter betrachtet. Es ist sowohl von Kontinuitäten als auch vom Wandel im politischen, kulturellen und gesellschaftlichen Bereich gekennzeichnet. Es vollzog sich die Teilung Europas und des Mittelmeerraums in einen christlichen und einen islamischen Teil sowie des christlichen Teils in einen lateinischen und einen orthodoxen, der den Kulturkreis von Byzanz umfasste. Mehrere der im Frühmittelalter entstandenen Reiche bildeten die Grundlage für heute noch existierende Staaten.
Die Christianisierung kam auch in bisher paganen („heidnischen“) Gebieten in Gang, zum Beispiel östlich des Rheins und später in Skandinavien, unter anderem durch die Tätigkeit irischer Missionare. Etwa um 500 trat der bedeutende Frankenkönig Chlodwig I. mit seinem Adel geschlossen zum katholischen Christentum über, dem Glaubensbekenntnis der gallischen Mehrheitsbevölkerung. Unter den Merowingern begann der Aufstieg des Frankenreichs, das schließlich auf der Grundlage der Überreste des Weströmischen Reiches und der Reiche mehrerer germanischer Völker (so der Burgunder und der Westgoten in Gallien) seine Vorherrschaft in West- und Mitteleuropa begründete. Seit dem späten 7. Jahrhundert lag die wahre Macht im Frankenreich jedoch bei den Karolingern, die von 751 bis ins 10. Jahrhundert die fränkischen Könige stellten. Die Angelsachsen siedelten sich seit der Mitte des 5. Jahrhunderts in Britannien an und gründeten dort mehrere Reiche (Heptarchie), bevor Alfred der Große im späten 9. Jahrhundert ein vereinigtes angelsächsisches Reich schuf. England wurde 1066 von den Normannen unter Wilhelm erobert. Das Langobardenreich in Italien blieb bis ins 8. Jahrhundert bestehen, als es von den Franken erobert wurde. In Hispanien entstand das Westgotenreich, das im frühen 8. Jahrhundert infolge der arabischen Angriffe zusammenbrach. Noch im 8. Jahrhundert begann dort von Asturien ausgehend die Reconquista, die Rückeroberung der arabisch besetzten Gebiete. Im maurischen Spanien (Al-Andalus) begann aber auch eine kulturelle Blütezeit. Die Islamische Expansion hatte auch für Byzanz dramatische Folgen, da weite Teile des Reiches (so Syrien, die Kornkammer Ägypten und Karthago) an die Araber fielen. Dennoch konnte Byzanz den Kernraum Kleinasien halten.
Das Frankenreich war das bedeutendste germanisch-romanische Nachfolgereich im Westen. Das 476 im Westen zusammengebrochene Römische Reich verkörperte während des gesamten Mittelalters einen wesentlichen Referenzpunkt politischen Denkens. Den Höhepunkt dieser Entwicklung stellte die Krönung Karls des Großen zum „römischen Kaiser“ (Translatio imperii) durch den Papst an Weihnachten des Jahres 800 dar. Karl erweiterte die Grenzen des Reiches und sorgte für eine kulturelle Neubelebung. Nach seinem Tod 814 zerfiel das Frankenreich jedoch allmählich. Aus der westlichen Hälfte entstand das spätere Frankreich, während sich aus der Osthälfte das Ostfrankenreich und daraus erst im Hochmittelalter das später sogenannte „Heilige Römische Reich“ entwickelte. Unter den Ottonen nahm das Ostfrankenreich eine quasi-hegemoniale Stellung im lateinischen Europa ein und expandierte; so nach Osten in slawisches Gebiet und nach Süden, wo das Reich nun auch Reichsitalien umfasste. Mit der Kaiserkrönung Ottos I. im Jahr 962 wurde das Kaisertum erneuert, im Gegenzug leisteten die Kaiser als weltliche Schutzherren der Kirche den Päpsten Sicherheitseide. Seit der Ottonenzeit kamen als Träger der erneuerten „römischen“ Kaiserwürde faktisch nur noch die ostfränkischen/römisch-deutschen Könige in Frage. Daneben hatte der Papst durch die sogenannte Pippinische Schenkung 754 neben seiner geistlichen auch weltliche Macht erhalten. Der jeweilige universale Geltungsanspruch von Kaiser und Papst sollte später (vor allem ab dem 11. Jahrhundert) häufiger zu Spannungen führen, wobei die entscheidende Frage war, ob der gekrönte Kaiser dem Papst untergeordnet sei oder nicht.
Gegen Ende des Frühmittelalters ereigneten sich die Raubzüge der Wikinger (ca. 800–1050) und der Magyaren („Ungarneinfälle“, ca. 900–955). Die Britischen Inseln und Nordfrankreich hatten am meisten unter den Angriffen der Wikinger zu leiden, wobei die Wikinger auch eigene Herrschaftsgebiete errichteten. Im 10. und 11. Jahrhundert kam es in den karolingischen Nachfolgereichen und im angelsächsischen England zu einer staatlichen Konsolidierung. Zusammen mit der Eroberung Nordafrikas und eines Großteils der Iberischen Halbinsel durch die Araber löschten diese Plünderungen die letzten spätantiken Strukturen aus. Es entstand in Westeuropa ein feudalistisches Wirtschaftssystem, allerdings sind in der neueren Forschung die Details umstritten. Wirtschaftlich spielte im Frühmittelalter im lateinischen Westen die Naturalwirtschaft eine Rolle, wobei das System der Grundherrschaft herauszustellen ist. Dennoch blieb die Geldwirtschaft ein wichtiger Faktor, und auch der Fernhandel kam nicht völlig zum Erliegen. Es kam auch wieder zu einem gewissen wirtschaftlichen Aufschwung. Wesentliche Kulturträger waren Byzanz, die Klöster, insbesondere die des Benediktinerordens, sowie die Gelehrten des arabisch-islamischen Kulturkreises, durch die zumindest ein Teil der antiken Literatur und Wissenschaften bewahrt werden konnte.

### Hochmittelalter

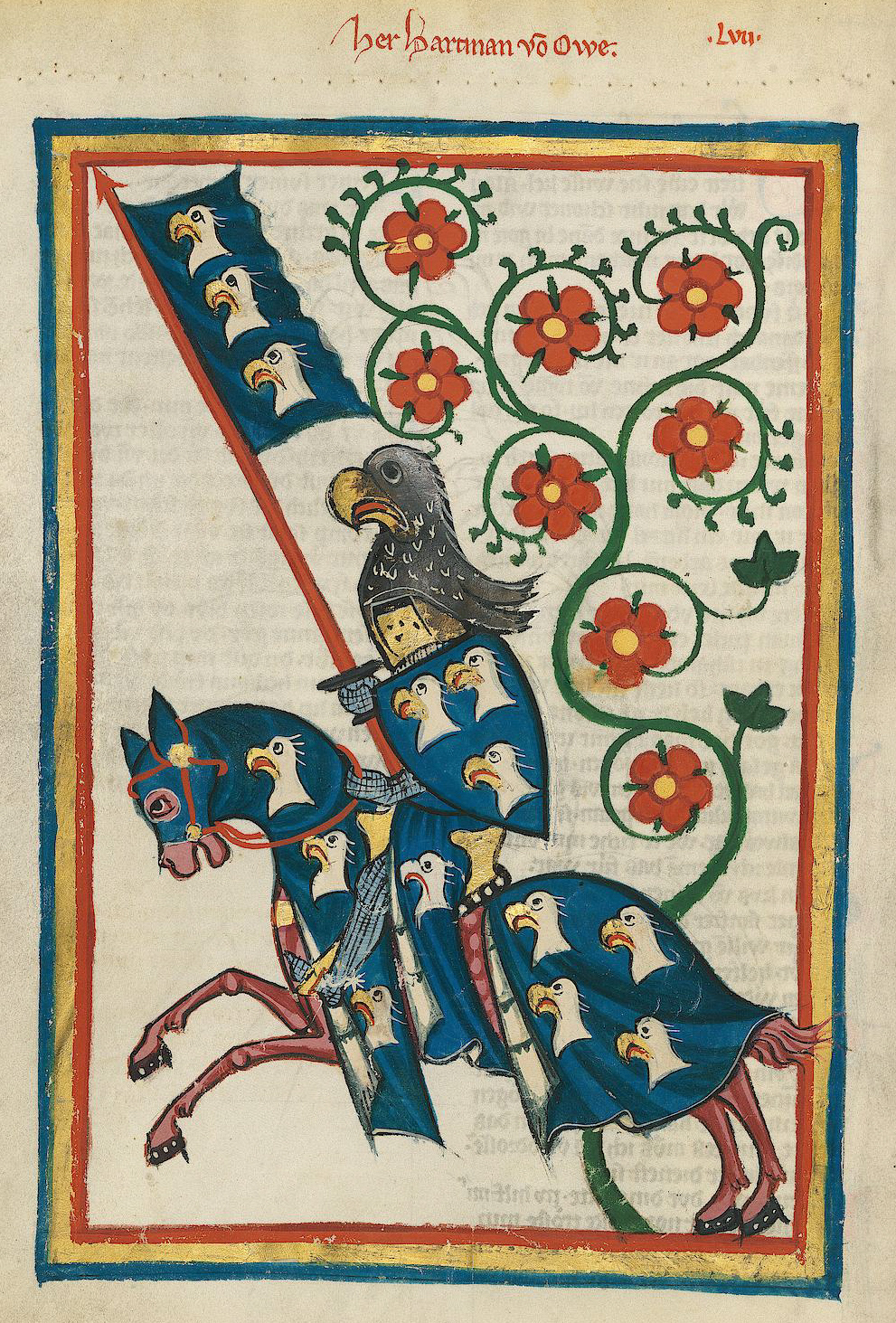
Ritterdarstellung im Codex Manesse, 14. Jahrhundert

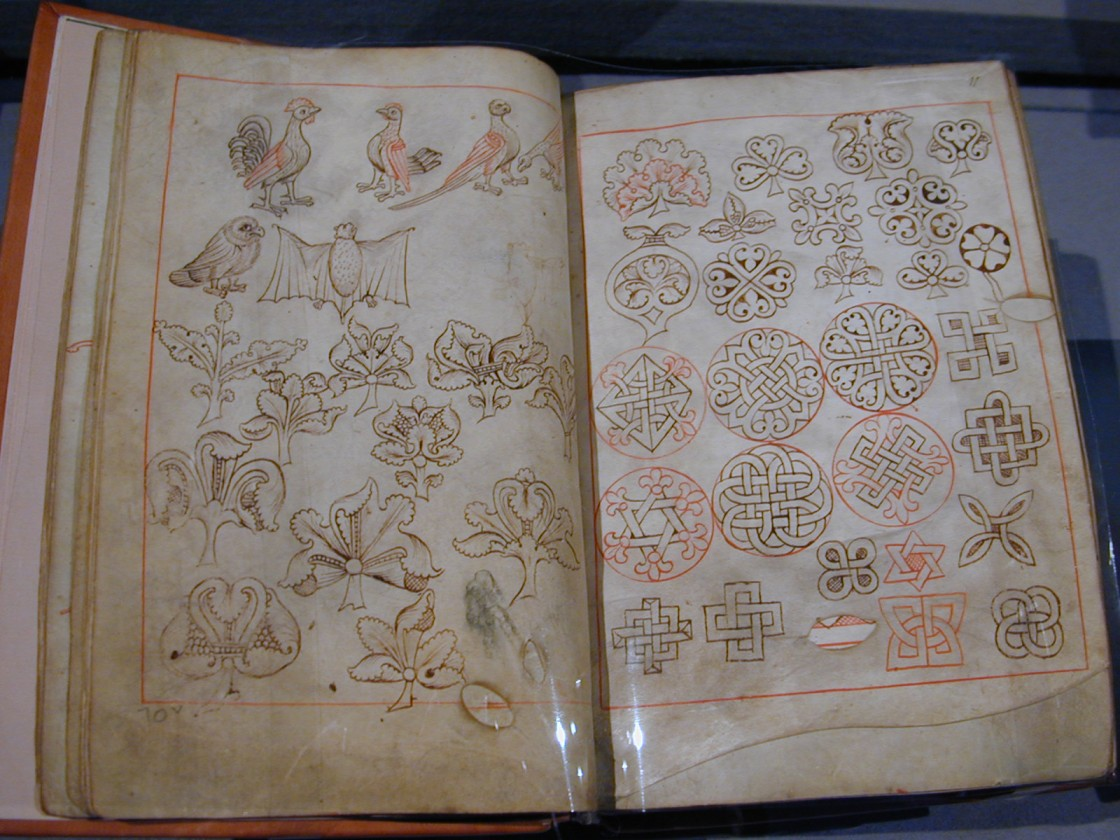
Original-Doppelseite aus dem Reiner Musterbuch (Anfang 13. Jahrhundert)

Das Hochmittelalter war die Blütezeit des Rittertums, des Lehnswesens und des Minnesangs. Die Bevölkerung begann zu wachsen (begünstigt unter anderem durch landwirtschaftliche Fortschritte und die mittelalterliche Warmzeit), Handel und Gewerbe nahmen zu und zahlreiche Städte prosperierten. Es kam zu einer neuen kulturellen und wissenschaftlichen Entfaltung, wobei Bildung nun nicht länger ausschließlich dem Klerus vorbehalten war. Allerdings verlief die Entwicklung in den einzelnen Reichen recht unterschiedlich.
Das Hochmittelalter war eine Epoche der Auseinandersetzung zwischen weltlicher (Kaisertum/Imperium) und geistlicher (Papst/Sacerdotium) Universalgewalt im Investiturstreit. Dieser brach im römisch-deutschen Reich in der Regierungszeit Heinrichs IV. aus und konnte zwar durch Heinrich V. 1122 beigelegt werden; der universale Geltungsanspruch von Kaiser und Papst führte aber in der Folgezeit bis ins 14. Jahrhundert zu Konflikten. Das römisch-deutsche Reich verlor seine hegemoniale Stellung. Diese Machtstellung war während der Herrschaft der Salier durch den Investiturstreit und Konflikte zwischen Königtum und den Großen (so durch Missachtung der konsensualen Herrschaftspraxis seitens des Königtums) erschüttert worden. Den Staufern gelang es im 12./13. Jahrhundert nicht, den Verlust der Königsmacht im Reich zu verhindern, stattdessen gewannen die Landesherren an Einfluss. Die aktive Italienpolitik der römisch-deutschen Könige band zudem starke Kräfte in Reichsitalien. Friedrich I. versuchte unter Wahrung kaiserlicher Rechte und Ansprüche (Honor Imperii), die Herrschaftsgewalt in Reichsitalien zu stärken, konnte aber den Widerstand des Lombardenbundes nie völlig brechen und geriet zudem in Konflikt mit Papst Alexander III. Heinrich VI. gelang die Gewinnung des Königreichs Sizilien, das Heinrichs Sohn Friedrich II. zu seinem Herrschaftsmittelpunkt machte. Friedrich II. war gebildet und gilt als einer der bedeutendsten mittelalterlichen Kaiser, doch geriet er in Konflikt mit dem Papsttum. Nach seinem Tod 1250 brach die Machtstellung des staufischen Hauses im Reich faktisch zusammen.
In Nord- und Osteuropa bildeten sich im Zuge der Christianisierung (beginnend im Frühmittelalter) neue Königreiche wie England (das 1066 von den Normannen erobert wurde, die auch in Unteritalien aktiv waren), Norwegen, Dänemark, Polen, Ungarn und Böhmen (das aber Teil des römisch-deutschen Reiches war). Ebenso entstanden noch weiter im Osten unter dem Einfluss der Wikinger und orthodoxer Missionare aus dem Byzantinischen Reich, das um 1000 seinen Höhepunkt erreichte, weitere Reiche wie das Kiewer Reich. Während Byzanz durch den Vierten Kreuzzug im Jahre 1204 eine entscheidende Schwächung seiner Macht erfuhr, wurde das Reich der Kiewer Rus im Zuge des Mongolensturms zerstört; weitere osteuropäische Reiche (vor allem Polen und Ungarn) entgingen nur knapp dem Untergang.

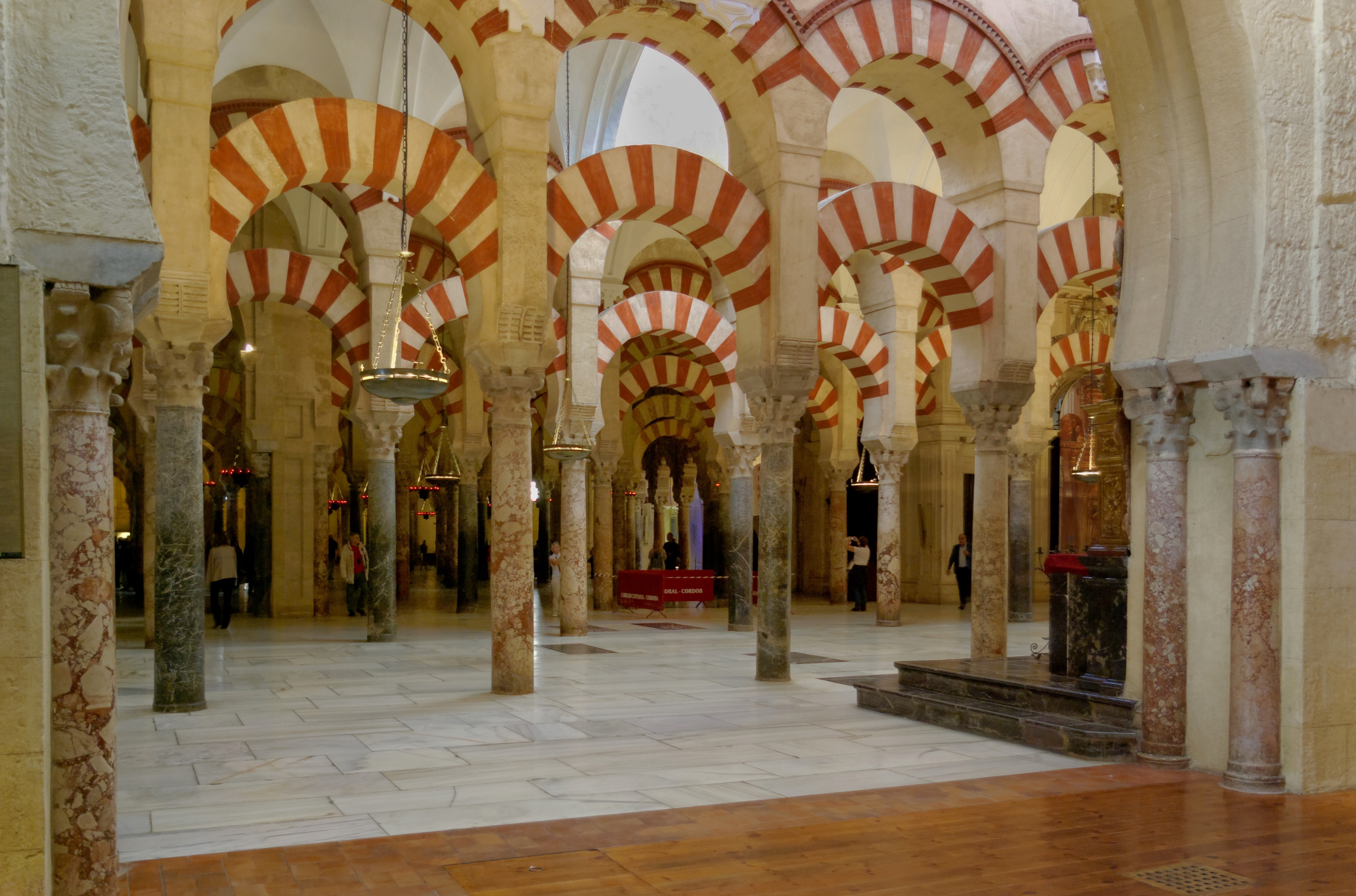
Kathedralmoschee in Córdoba

Die Rückeroberung der von den Mauren eroberten Gebiete auf der Iberischen Halbinsel durch die benachbarten christlichen Königreiche wurde im Hochmittelalter weiter vorangetrieben. Auf Sizilien wurden die Araber von Normannen zurückgedrängt und das Königreich Sizilien gegründet, das neben der Insel auch Unteritalien umfasste. Im lateinischen Europa gewannen Frankreich und England zunehmend an politischem Einfluss. Das englische Haus Plantagenet verfügte über große Besitzungen in Frankreich, so dass die englischen Könige seit der Zeit Heinrichs II. für diese Territorien in Lehnsbindung zum französischen Königtum standen, was aber wiederholt zu Kampfhandlungen mit den französischen Königen führte. Die Macht des englischen Königtums war seit der Magna Carta von 1215 durch weitere Einbeziehung der Großen eingeschränkt, denen nun grundlegende Rechte zugestanden wurde. Das französische Königtum wiederum konsolidierte im 12./13. Jahrhundert seine Stellung, drängte unter Philipp II. den Einfluss der Plantagenets im 13. Jahrhundert zurück und festigte in der Zeit Ludwigs IX. die politische Stellung Frankreichs im lateinischen Europa. England und Frankreich verfügten über vergleichsweise effektive königliche Verwaltungssysteme und entwickelten sich langsam zu „nationalen Königreichen“, ohne aber bereits Nationalstaaten zu sein.

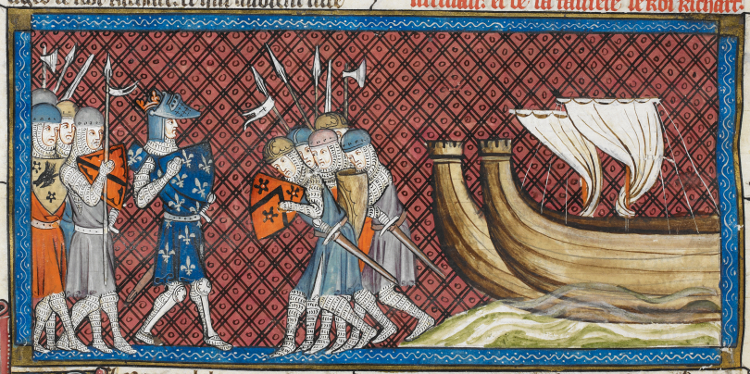
Ankunft König Philipp II. von Frankreich in Akkon (1191)

Nach dem Kreuzzugsaufruf Papst Urban II. auf der Synode von Clermont (1095) begannen die Kreuzzüge in den Orient. Erklärtes Ziel der Kreuzfahrer war die Befreiung der heiligen Stadt Jerusalem von den Sarazenen. Neben religiösen und sozialen Motiven veranlassten aber teilweise auch Beute- und Landgier die Kreuzfahrer zur Teilnahme an den Kreuzzügen. Den Kreuzfahrern gelang 1099 die Eroberung der Stadt Jerusalem und die Errichtung von vier sogenannten Kreuzfahrerstaaten, die aber bis 1291 nach und nach verlorengingen. Nach 1099 traten die religiösen Ziele bei den späteren Kreuzzügen in den Hintergrund, oftmals zugunsten von Machtpolitik und wirtschaftlichen Interessen. So wurden auch Kreuzzüge gegen Christen geführt (etwa 1204 gegen Byzanz und im Spätmittelalter in Italien gegen politische Gegner des Papsttums).
Im Laufe der Kreuzzüge entwickelte sich wieder der Fernhandel mit der Levante, von dem insbesondere die italienischen Stadtstaaten profitieren konnten, vor allem die Republik Venedig. Mit dem Handel gewann die Geldwirtschaft an Bedeutung. Ebenso gelangten neue bzw. wiederentdeckte Ideen nach Europa; so wurde zum Beispiel Aristoteles, dessen Schriften ins Lateinische übersetzt wurden, zur wichtigsten nicht-christlichen Autorität in der Scholastik. In Italien und später in Frankreich entstanden die ersten Universitäten. Vor allem in Mitteleuropa entstand das Zunftwesen, das die sozialen und wirtschaftlichen Vorgänge in den Städten stark prägte.
Die wichtigsten Ordensgemeinschaften des Hochmittelalters waren neben den Zisterziensern die Bettelorden der Franziskaner und Dominikaner. Daneben entstanden neue christliche Laienbewegungen, die von der katholischen Kirche als häretisch eingestuft wurden, darunter die Glaubensbewegungen der Katharer oder Waldenser. Die Inquisition wurde auch deshalb ins Leben gerufen, um gegen sogenannte Ketzer vorzugehen.

### Spätmittelalter

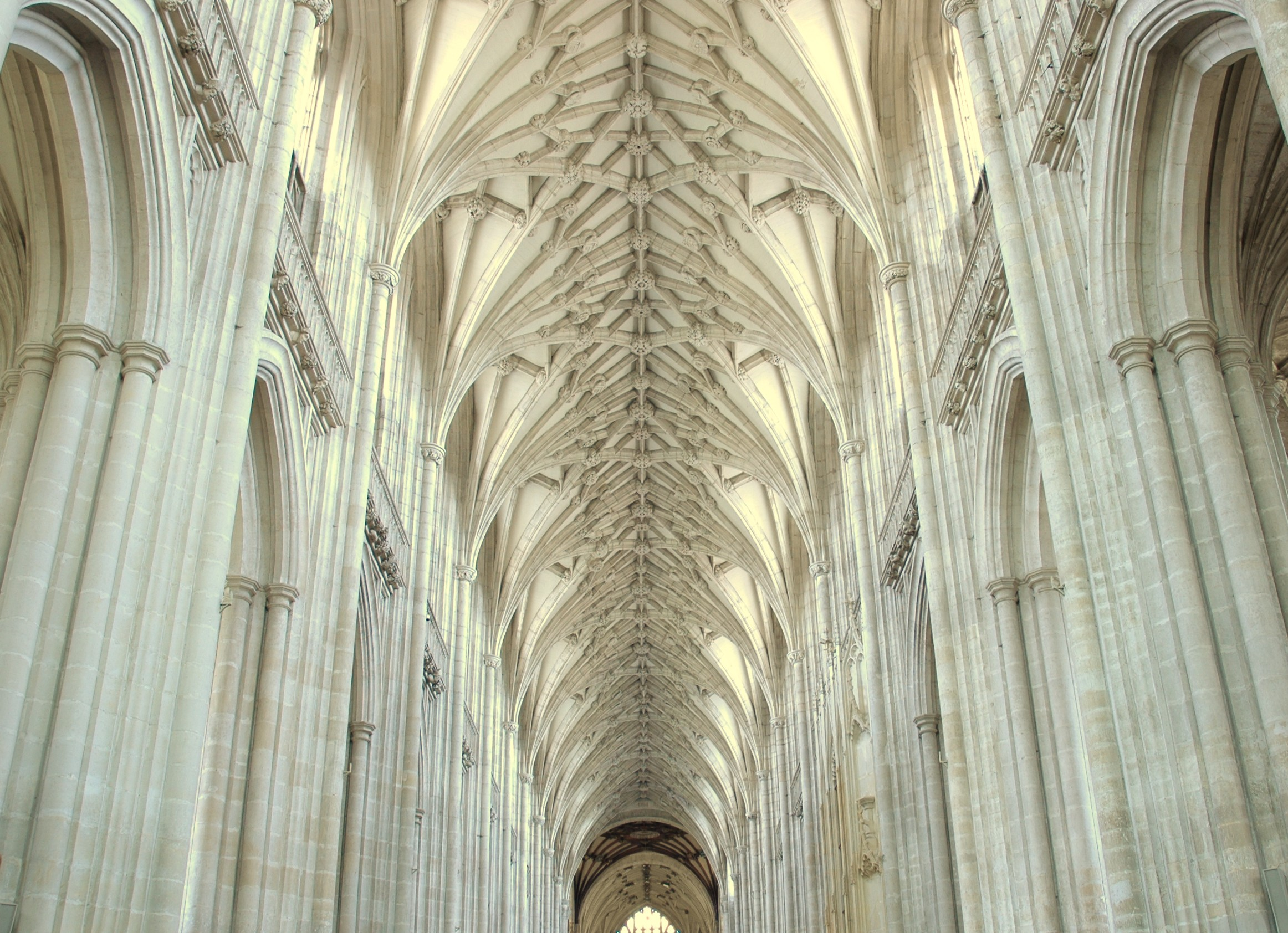
Gotische Gewölbearchitektur in der Kathedrale von Winchester

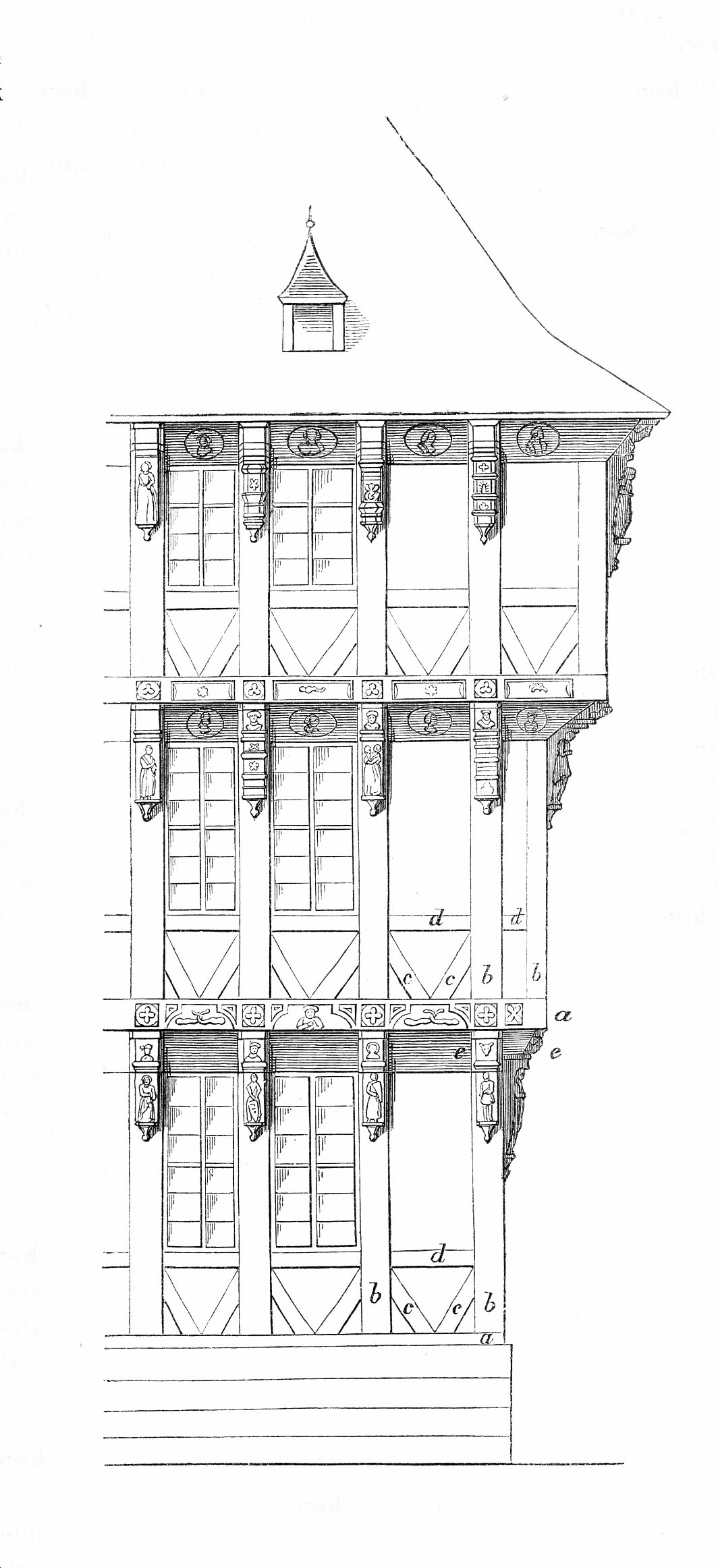
Städtisches Wohnhaus, Halberstadt

Europa erlebte nach Ansicht der älteren Forschung ab ca. 1300 eine gewisse Krisenzeit. Objektiv feststellbar sind etwa Klimaveränderungen, die sich nachteilig auswirkten, doch dominierte in Deutschland lange Zeit auch die Ansicht, dass es zu einer politischen Krisenzeit gekommen sei. Diese Forschungsdebatte betraf allerdings stärker die deutsche Mediävistik, weil dort die Abfolge des Mittelalters in drei Stufen prägend war. In Italien oder Frankreich wurde keine derartig scharfe Trennung vorgenommen. In der neueren deutschsprachigen Forschung wird wesentlich differenzierter geurteilt und unter anderem die Übergänge in die beginnende Neuzeit betont; hinzu kommen neue Forschungsansätze und neue Quellenbefunde. Insofern hat ein Paradigmenwechsel in der Spätmittelalterforschung stattgefunden.
Im Heiligen Römischen Reich (der Titel Sacrum Romanum Imperium ist für 1184 erstmals urkundlich belegt, die ältere Forschung ging von 1254 aus) verlor die ohnehin nicht besonders ausgeprägte Königsmacht weiter an Einfluss, während die Macht der zahlreichen weltlichen und geistlichen Landesherren erstarkte. Die Königswahl oblag seit dem Interregnum den Kurfürsten, die auch Einfluss auf die Reichspolitik nahmen. Das Königtum musste verstärkt eine Hausmachtpolitik betreiben, um den Verlust des schwindenden Reichsguts zu kompensieren, wobei die Häuser Habsburg, Luxemburg und Wittelsbach am einflussreichsten waren. Das Kaisertum wurde nach dem Ende der Stauferzeit durch die Kaiserkrönung Heinrichs VII. 1312 erneuert. In der Zeit seines Nachfolgers Ludwigs IV. kam es zum letzten Grundsatzkonflikt zwischen Kaisertum und Papsttum. Als bedeutendster Kaiser des Spätmittelalters wird in der Regel Karl IV. betrachtet, der den luxemburgischen Hausmachtkomplex erheblich vergrößerte. Eine Art Reichsgrundgesetz bildete die in seiner Regierungszeit erarbeitete Goldene Bulle von 1356. Das spätmittelalterliche römisch-deutsche Königtum litt dennoch unter erheblichen strukturellen Mängeln, so dass sich keine starke Zentralgewalt im Reich entwickelte. Mit dem Tod Kaiser Sigismunds im Jahr 1437 erlosch die männliche Linie der Luxemburger; ihr Erbe im Reich traten die Habsburger an, die bis zum Ende des Reichs 1806 fast kontinuierlich die römisch-deutschen Kaiser stellten. Die langen Regierungszeiten von Friedrich III. und Maximilian I. stabilisierten den habsburgischen Hausmachtkomplex, den Maximilian im Westen durch Teile des burgundischen Erbes noch einmal erweitern konnte. Eine angestrebte umfassende Reichsreform gelang jedoch nicht.
Im Jahre 1291 fiel Akkon, die letzte Festung der Kreuzfahrer im Nahen Osten, die Autorität des Papstes schwand im Zuge des sogenannten Abendländischen Schismas. Die schlimmste Katastrophe in der sogenannten Krise des 14. Jahrhunderts stellte jedoch die Pest dar, der „Schwarze Tod“, die ab 1347 von der Halbinsel Krim im Schwarzen Meer kommend die Länder Europas verheerte und zwischen einem Drittel und der Hälfte der europäischen Bevölkerung, vor allem in den Städten, das Leben kostete. Die Entvölkerung führte zu Aufständen und einem Wandel der Sozialstrukturen, die das Rittertum zugunsten des Bürgertums schwächten und in der katholischen Kirche einige Reformbewegungen auslösten. Während das Byzantinische Reich nach der Eroberung Konstantinopels 1204 während des Vierten Kreuzzuges langsam aber sicher seinem Untergang entgegenging, gewannen die christlichen Reiche auf der iberischen Halbinsel nach dem Sieg bei Las Navas de Tolosa im Jahre 1212 immer weiter an Boden. 1492 endete die Reconquista mit der Eroberung des Emirats von Granada. Infolge der Reconquista entstanden die christlichen Königreiche Portugal und Spanien (bestehend aus den vereinigten Reichen Aragon und Kastilien). Muslime und Juden, die nicht gewillt waren zum Christentum zu konvertieren, wurden aus Spanien vertrieben (Siehe auch: Alhambra-Edikt). 1453 fiel Konstantinopel an die osmanischen Türken, während im römisch-deutschen Reich der Buchdruck mit beweglichen Lettern erfunden wurde.
Im 14. Jahrhundert begann aufgrund von Erbstreitigkeiten um die französische Krone der Hundertjährige Krieg zwischen Frankreich und England. Von 1340 bis etwa 1420 behielten die Engländer weitgehend die Oberhand. Jeanne d’Arc, heute als die Jungfrau von Orleans bekannt, gab im frühen 15. Jahrhundert den Franzosen wieder Hoffnung, die bei Orleans 1429 einen Sieg errangen und in die Offensive gingen. Jeanne d’Arc wurde 1431 von den Engländern zum Tode verurteilt, doch Frankreich konnte den Krieg 1453 siegreich beenden. Während die französischen Könige aus dem Haus Valois nun bestrebt waren, ihre Macht wieder zu festigen, gerieten sie gleichzeitig in Konflikt mit dem Haus Burgund, einer Nebenlinie des französischen Königshauses, das eigene Interessen verfolgte. England litt in der zweiten Hälfte des 15. Jahrhunderts unter schweren inneren Unruhen, die schließlich zum offenen Thronkampf der Häuser York und Lancaster führten, der als die Rosenkriege bekannt ist. Am Ende setzte sich 1485 das Haus Tudor durch.
Kunst und Wissenschaften befanden sich im Spätmittelalter im Aufbruch. Die bereits im Hochmittelalter erfolgte Gründung der ersten Universitäten, vor allem in Italien (Bologna) und Frankreich (Paris), verhalf den Wissenschaften und der Philosophie zu einem neuen Aufschwung, denn sie verbreiten die Lehren antiker Gelehrter und ebneten so den Boden für die Epoche der Renaissance. Den Künstlern eröffneten sich neue Möglichkeiten dank Auftragsarbeiten für das selbstbewusste Bürgertum: Die bisher auf kirchliche Motive beschränkte Malerei wurde nun auf andere Bereiche ausgeweitet, auch die Dreidimensionalität wurde von den Malern entdeckt. Die Architektur lehnte sich infolge der Renaissancebewegung wieder an alte römische und griechische Vorbilder an.
Die Wirtschaft erlebte trotz der Pest eine Blüte. Das Spätmittelalter war die Zeit des aufsteigenden Bürgertums der Städte und der Geldwirtschaft. Genannt seien die italienischen Stadtstaaten, die Städte Flanderns und der Städtebund der Hanse an Nord- und Ostsee. Die Hanse bewirkte durch den schwunghaften Handel eine weitere Besiedelung Nord- und vor allem Osteuropas durch hauptsächlich deutsche Kolonisten (Siehe auch: Ostkolonisation). Durch die Handelskontakte entstanden daneben in Russland eine Reihe neuer Fürstentümer, die nach und nach das mongolische Joch abschüttelten. Aus dem mächtigsten von ihnen, dem Fürstentum Moskau, sollte sich später das russische Zarenreich entwickeln.

### Ende des Mittelalters

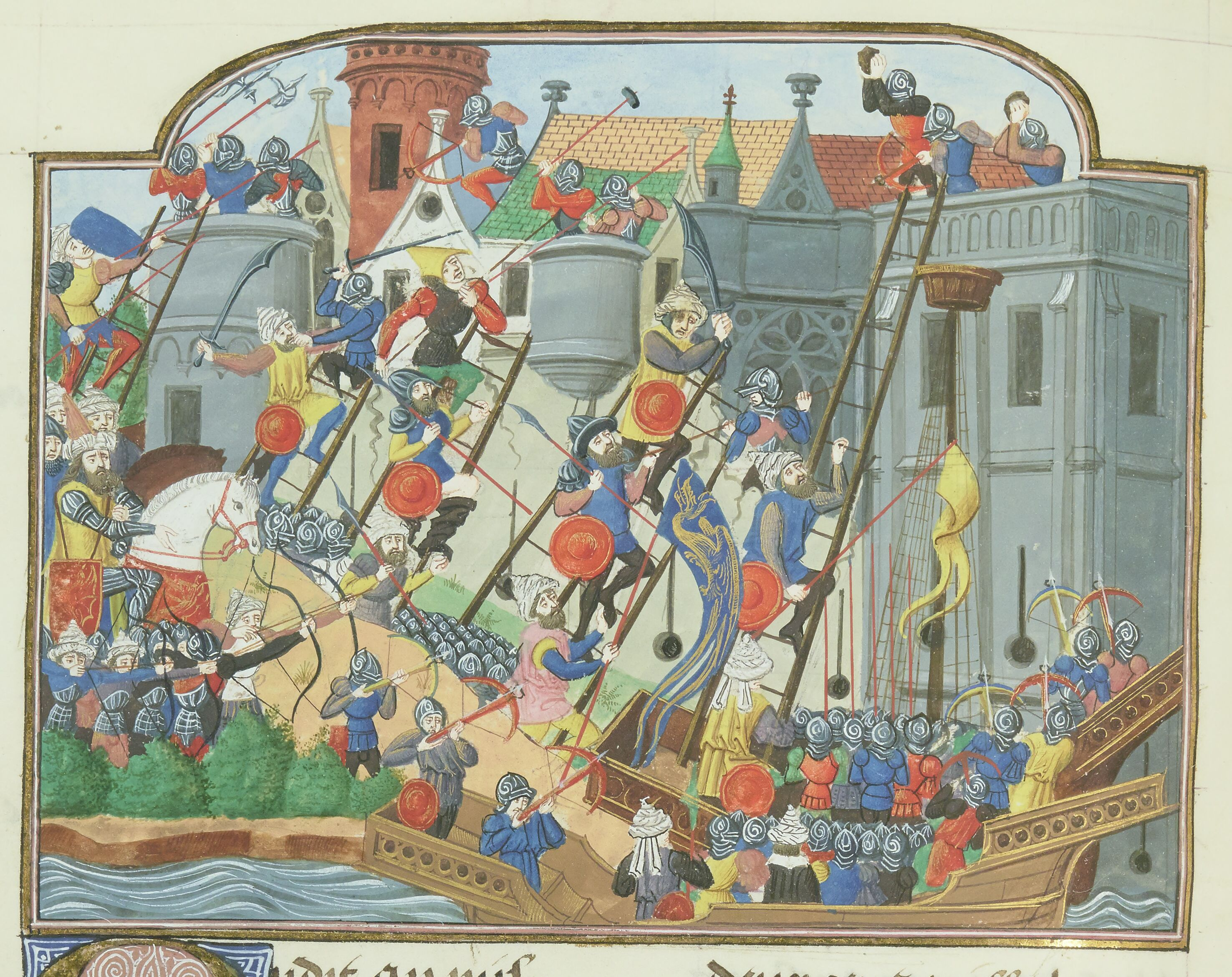
Der Fall Konstantinopels in einer Darstellung aus dem 15. Jahrhundert

Wie hinsichtlich des Übergangs von der Antike ins Mittelalter, so sind auch für das Ende des Mittelalters verschiedene Forschungsansätze möglich. Es handelt sich letztlich um fließende Übergänge und nicht um einen zeitlich exakt datierbaren Bruch. Als wesentlich für den Übergang vom Mittelalter zur Neuzeit betrachtet man im Allgemeinen die Zeit der Renaissance (je nach Land spätes 14. Jahrhundert bis 16. Jahrhundert), die Erfindung des modernen Buchdrucks mit beweglichen Lettern um 1450 und die damit beschleunigte Verschriftlichung des Wissens, die Entdeckung insbesondere der Neuen Welt durch Christoph Kolumbus 1492 und der allgemeine Beginn der europäischen Expansion in Amerika und Asien, oder auch den Verlust des Einflusses der institutionalisierten katholischen Kirche und den Beginn der Reformation. Diese Ereignisse sind alle zwischen der Mitte des 15. und der Schwelle zum 16. Jahrhundert anzusiedeln. Im selben Zeitraum kann man das Ende des Mittelalters in Deutschland auch mit der Reichsreform als dem verfassungsrechtlichen Ende des klassischen Feudalismus lokalisieren.
Angeführt wird ferner die Eroberung Konstantinopels durch die Osmanen (1453), da mit dem Untergang des Byzantinischen Reiches das letzte lebendige Staatsgebilde der Antike unterging. Der dadurch ausgelöste Strom byzantinischer Flüchtlinge und Gelehrter – darunter Bessarion und Johannes Argyropulos – nach Italien wird für den Beginn der Renaissance als mitverantwortlich angesehen. Darüber hinaus wurden die Handelsrouten nach Asien durch die Ausbreitung des Osmanischen Reiches blockiert, sodass westeuropäische Seefahrer neue Handelswege erkundeten. Die Suche nach einem Seeweg nach Indien (siehe auch Indienhandel) führte unter anderem zur Entdeckung Amerikas 1492.

## Juden im mittelalterlichen Europa

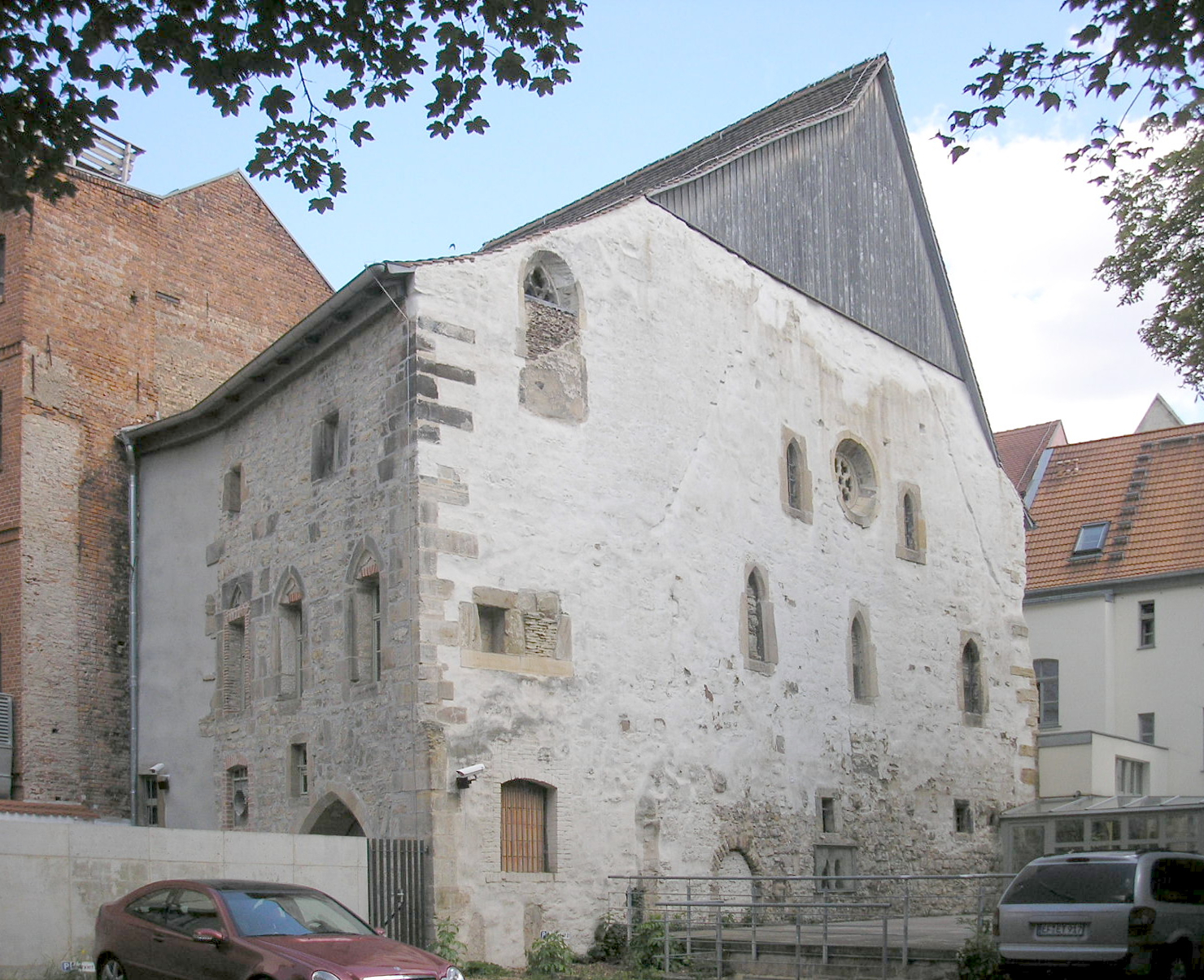
Alte Synagoge in Erfurt, 2009

Die Juden waren im mittelalterlichen Europa eine Minderheit mit eigenen Traditionen, eigener Kultur, Sprache und Religion. Zunächst im Ostfrankenreich, dann im Heiligen Römischen Reich unterstanden sie in besonderer Weise dem König bzw. dem römisch-deutschen Kaiser, waren aber auch Schutzbefohlene anderer Herren. In Mitteleuropa interagierten sie mit einer ihnen feindlichen durch das Christentum geprägten Gesellschaft, auf der Iberischen Halbinsel bis zur Reconquista mit einer durch den Islam geprägten, die ihre Fähigkeiten zu nutzen wusste. Die im Mittelalter auf der Iberischen Halbinsel ansässigen Juden werden als Sefardim, die im übrigen Europa ansässigen als Aschkenasim bezeichnet.
Den Christen war es bis zum 15. Jahrhundert nach dem kanonischen Recht verboten, Geld gegen Zinsen zu verleihen. Nicht so den Juden. Da ihnen das Ausüben eines zunftgemäßen Gewerbes und die Beschäftigung mit dem Ackerbau verboten waren, verdienten sie sich ihren Lebensunterhalt im Handel, als Pfandleiher oder im Zins- und Wechselgeschäft.
Im Frühmittelalter kam es kaum zu gewaltsamen Übergriffen gegen Juden, die im Frankenreich eine durchaus privilegierte Sonderstellung genossen, wenngleich sie rechtlich eingeschränkt waren. Bis zum Beginn des Ersten Kreuzzugs (1096) lebten die Juden im mittelalterlichen Europa relativ sicher. In dessen Verlauf wurden viele Juden dann jedoch vor die Wahl „Taufe oder Tod“ gestellt. Die Kreuzfahrer wollten sich zunächst der „Ungläubigen“ im eigenen Land entledigen. Tausende Juden, die nicht zum Christentum konvertieren wollten, wurden von den Kreuzfahrern erschlagen. Nur in sehr wenigen Fällen (so in Speyer durch den bischöflichen Stadtherrn) wurden Juden vor Übergriffen geschützt.
In der folgenden Zeit kam es immer wieder zu Ausweisungen von Juden und zu gewaltsamen Übergriffen, so auch in Frankreich und England im 13. Jahrhundert. Mit der Pest begann 1349 eine neue Welle von Pogromen an Juden. Sie wurden beschuldigt, die Brunnen vergiftet zu haben, um alle Christen auszurotten. Die Überlebenden ließen sich in Osteuropa nieder.
Das Spätmittelalter bis hinein in die frühe Neuzeit war geprägt durch zunehmende Judenfeindlichkeit. Die in den Städten ansässigen Juden wurden gezwungen, in Ghettos zu leben. Nach Lockerung des Zinsverbots der katholischen Kirche verloren sie an wirtschaftlicher Bedeutung. Zunehmend waren jetzt auch Christen – nun von der Kirche geduldet – als Kaufleute und als Geldverleiher tätig, darunter Bürger und hohe Geistliche. Aber nicht nur finanzielle, sondern auch politische und religiöse Ursachen schwächten die Position der Juden. In der durch das Christentum geprägten Gesellschaft wuchs der religiöse Hass gegen die Andersgläubigen. Im Zusammenwirken führten religiöse, sozialpsychologische, politische und wirtschaftliche Momente immer öfter zu antijüdischen Aktionen. Die Folge waren die Judenvertreibungen und Pogrome des Spätmittelalters, die erst im 16. Jahrhundert endeten.

## Populäre Mythen, Missverständnisse und historische Streitpunkte
In der Renaissance wurde die Epoche zwischen der Antike und der damaligen Gegenwart als ein Zeitalter betrachtet, in dem das Wissen und die Werte der antiken Kulturen in Vergessenheit geraten waren, woraus sich die kulturelle und geistige Unterlegenheit des Mittelalters ableiten ließ. Diese Bewertung wurde im 19. Jahrhundert im Zuge der aufkommenden Romantik übernommen und weiter ausgebaut, wobei die Rezeption vergangener Zeiten gemäß der Aufklärung, der Moral des Viktorianischen Zeitalters und durch „Fortschrittsgläubigkeit“ und Vernunftsorientierung beeinflusst wurde. Dadurch entstand im 19. Jahrhundert eine moderne und bis heute populäre Rezeption des historischen Mittelalters, die im Großen und Ganzen eher auf dem romantischen Zeitgeist als auf historischen Quellen basiert.
Im Laufe der Zeit haben sich auf diese Weise Vorstellungen vom historischen Mittelalter herausgebildet, die keine historische Grundlage haben und sich dennoch, so auf Mittelaltermärkten oder bei Musik der Mittelalterszene, einer breiten Bekanntheit erfreuen.

## Anwendung des Mittelalter-Begriffs auf andere Kulturräume
Vereinzelt werden auch Epochen der Geschichte außereuropäischer Länder oder Kulturräume als Mittelalter bezeichnet, nicht immer herrscht darüber jedoch Konsens.

### Indien
Die Geschichte Indiens kennt eine Ausbreitung feudaler Strukturen nach dem Ende des Gupta-Reiches im Jahr 550, in dem das „goldene Zeitalter“ der klassischen Periode Indiens liegt. Das späte Gupta-Reich erlebte schon einen Niedergang und musste sich Angriffen der „Hunnen“ (Hunas, worunter wohl die Alchon zu verstehen sind) von Norden erwehren, die nach einer brutalen Herrschaft schließlich ein Machtvakuum hinterließen. Im nördlichen Indien erlebte die Gupta-Kultur unter der Herrschaft von Harshavardhana (606–647), dem letzten buddhistischen Großkönig der indischen Geschichte, noch einen Höhepunkt, bevor die zentralen Herrschaftsstrukturen zerfielen und die tatsächliche Macht auf lokale Fürsten überging. Der Zeitraum des Untergangs des Gupta-Reichs (6. Jahrhundert) wird als der Beginn der frühmittelalterlichen Periode der indischen Geschichte aufgefasst.
Die genaue Zuordnung als „Mittelalter“ dieser von wechselnden Herrschaften dominierten Zeit variiert dabei in der Forschung und hängt auch von der jeweiligen Betrachtungsweise ab, da sich das nördliche Indien und das südliche Indien geschichtlich verschieden entwickelten. Als wichtiges Merkmal des frühen indischen Mittelalters wird oft die Ausbildung hierarchisch-feudaler Vasallensysteme von etwa 600 bis zur Errichtung des Sultanats von Delhi im Jahr 1206 herangezogen. Im Norden kam es seit dem 8. Jahrhundert zur Ausbreitung des Islams. Der Beginn des späten Mittelalters wird auf die Errichtung des Sultanats datiert. Im Süden bildeten sich neue Fürstentümer im 7. Jahrhundert heraus (z. B. die Herrschaft der Pallava). Mangels Zäsur ist dort eine Unterscheidung zwischen frühem und späteren Mittelalter nur schwer zu fassen; das Sultanat breitet sich zwar zeitweise auch hier aus, die Herrschaft wurde jedoch wieder abgeschüttelt.
Das indische Mittelalter endete nach weit verbreiteter Auffassung im Zeitraum zwischen dem Einfall der Mongolen 1398 im Norden und den Veränderungen nach der Entdeckung eines europäischen Seewegs nach Indien um das Kap der Guten Hoffnung 1498.

### China
Bezüglich der Geschichte Chinas wird in der modernen Forschung die Zeit vom Ende der Han-Dynastie bzw. deren faktischen Entmachtung bis zur Wiedervereinigung Chinas unter der Sui- und Tang-Dynastie im späten 6./frühen 7. Jahrhundert teils als „Mittelalter“ (im Sinne einer Übergangszeit von der staatlichen Zersplitterung hin zur Einheit) verstanden.

### Japan
In der japanischen Geschichte wird die Zeit von ca. 1200 bis ca. 1600 (Kamakura-, Muromachi- und Azuchi-Momoyama-Zeit) als Japanisches Mittelalter bezeichnet. Diese Epoche zeichnete sich durch eine starke Dominanz des Buddhismus und des Feudalismus aus.

### Afrika
Der französische Afrikaspezialist François-Xavier Fauvelle-Aymar bezeichnet die Phase der Gründung der frühen afrikanischen Königreiche von der Nigerregion über die christlichen Königreichen in Nubien und bis nach Zimbabwe seit dem 6. Jahrhundert als afrikanisches Mittelalter.

### Mesoamerika
Vereinzelt wird auch von einem mesoamerikanischen Mittelalter gesprochen.

### Nachschlagewerke und Überblickswerke
Lexika
- Lexikon des Mittelalters. 9 Bände. dtv-Verlag, München 2002, ISBN 3-423-59057-2 (in Hardcover: Artemis & Winkler, München / Zürich 1980–1998, grundlegendes Werk).
- Dictionary of the Middle Ages. Hrsg. von Joseph Strayer u. a. 13 Bände. Scribner, New York 1982–1989.
- Robert E. Bjork (Hrsg.): The Oxford Dictionary of the Middle Ages. 4 Bände. Oxford University Press, Oxford 2010.
- Martial Staub, Gert Melville (Hrsg.): Enzyklopädie des Mittelalters. Primus, Darmstadt 2013, ISBN 978-3-86312-353-6.

Überblickswerke
- The New Cambridge Medieval History. 7 Teile in 8 Bänden, Cambridge 1995–2005 (hervorragende Gesamtdarstellung; jeder Band bietet eine umfassende Bibliographie).
- Geschichte der Welt. Geteilte Welten 600–1350. Hrsg. von Daniel G. König. C. H. Beck, München 2023.
- Geschichte der Welt. Weltreiche und Weltmeere 1350–1750. Hrsg. von Wolfgang Reinhard. C. H. Beck, München 2014.
- Michael Borgolte: Die Welten des Mittelalters. Globalgeschichte eines Jahrtausends. Beck, München 2022, ISBN 978-3-406-78446-0.
- Michael Borgolte: Christen, Juden, Muselmanen. Die Erben der Antike und der Aufstieg des Abendlandes 300 bis 1400 n. Chr. Siedler, München 2006, ISBN 978-3-88680-439-9.
- Johannes Fried: Das Mittelalter. Geschichte und Kultur. 4. Auflage. C. H. Beck, München 2009, ISBN 978-3-406-57829-8.
- Johannes Fried, Olaf B. Rader (Hrsg.): Die Welt des Mittelalters. Erinnerungsorte eines Jahrtausends. C. H. Beck, München 2011, ISBN 978-3-406-62214-4.
- Bernhard Jussen: Das Geschenk des Orest. Eine Geschichte des nachrömischen Europa 526–1535. C. H. Beck, München 2023, ISBN 978-3406782008.
- Peter Linehan, Janet L. Nelson (Hrsg.): The Medieval World. Routledge, London 2001, ISBN 0-415-30234-X.
- Matthias Meinhardt, Andreas Ranft, Stephan Selzer (Hrsg.): Mittelalter (Oldenbourg Geschichte Lehrbuch). 2. Auflage, München 2009, ISBN 978-3-486-58829-3.
- Bernd Schneidmüller, Stefan Weinfurter (Hrsg.): Die deutschen Herrscher des Mittelalters. Historische Porträts von Heinrich I. bis Maximilian I. (919–1519). Beck, München 2003, ISBN 3-406-50958-4.
- Hubertus Seibert: Geschichte Europas im Mittelalter. Aufbruch in die Vielfalt. UTB, Paderborn 2024.
- Chris Wickham: Das Mittelalter. Europa von 500 bis 1500. Klett-Cotta, Stuttgart 2018, ISBN 978-3-608-96208-6.

### Epochenspezifische Darstellungen
Übergreifend
- Handbuch der deutschen Geschichte. 10. Auflage. Band 1 bis 8. Klett-Cotta, Stuttgart 2003–2024.

Frühmittelalter
- Arnold Angenendt: Das Frühmittelalter. Die westliche Christenheit von 400 bis 900. 3. Auflage. Kohlhammer, Stuttgart / Berlin / Köln 2001.
- Roger Collins: Early Medieval Europe 300–1000. 3. überarbeitete Auflage. Palgrave, Basingstoke u. a. 2010.
- Hans-Werner Goetz: Europa im frühen Mittelalter. 500–1050 (= Handbuch der Geschichte Europas 2). Ulmer, Stuttgart 2003.
- Mischa Meier: Geschichte der Völkerwanderung. Europa, Asien und Afrika vom 3. bis zum 8. Jahrhundert. C. H. Beck, München 2019, ISBN 978-3406739590.
- Franz Neiske: Europa im frühen Mittelalter 500-1050. Eine Kultur- und Mentalitätsgeschichte. Primus, Darmstadt 2006, ISBN 978-3-89678-540-4.
- Johannes Preiser-Kapeller: Jenseits von Rom und Karl dem Großen. Aspekte der globalen Verflechtung in der langen Spätantike, 300-800 n. Chr. Mandelbaum Verlag, Wien 2018.
- Chris Wickham: The Inheritance of Rome: A History of Europe from 400 to 1000. Penguin, London 2009.

Hochmittelalter
- Thomas Asbridge: Die Kreuzzüge. Klett-Cotta, Stuttgart 2010.
- Michael Borgolte: Europa entdeckt seine Vielfalt. 1050–1250 (= Handbuch der Geschichte Europas 3). Ulmer, Stuttgart 2002.
- Peter Dinzelbacher: Europa im Hochmittelalter 1050–1250. Eine Kultur- und Mentalitätsgeschichte. Primus, Darmstadt 2003, ISBN 978-3-89678-474-2.
- Wilfried Hartmann: Der Investiturstreit. 3., überarbeitete und erweiterte Auflage. Oldenbourg, München 2007.
- Hermann Jakobs: Kirchenreform und Hochmittelalter 1046–1215. 4. Auflage. Oldenbourg, München 1999.

Spätmittelalter
- Ulf Dirlmeier, Gerhard Fouquet, Bernd Fuhrmann: Europa im Spätmittelalter 1215–1378. Oldenbourg, München 2003.
- Johannes Grabmayer: Europa im späten Mittelalter 1250–1500. Eine Kultur- und Mentalitätsgeschichte. Primus, Darmstadt 2004, ISBN 978-3-89678-475-9.
- Michael North: Europa expandiert. 1250–1500 (= Handbuch der Geschichte Europas 4). Ulmer, Stuttgart 2007.
- Bernd Schneidmüller: Grenzerfahrung und monarchische Ordnung: Europa 1200–1500. C. H. Beck, München 2011.
- John Watts: The Making of Polities: Europe, 1300–1500. Cambridge University Press, Cambridge 2009.

### Einführungen und einzelne Themenbereiche
- Georges Duby: Hommes et structures du moyen âge. Paris 1973 (= Le savoir historique. Band 1).
- Otto Mazal, Eva Irblich, István Németh: Wissenschaft im Mittelalter. Wien 1975 (= Biblos-Schriften. Band 83).
- Dietrich Huschenbett, Klaus Matzel, G. Steer, Norbert Wagner (Hrsg.): Medium Aevum deutsch. Beiträge zur deutschen Literatur des hohen und späten Mittelalters. Festschrift für Kurt Ruh zum 65. Geburtstag. Tübingen 1979.
- Rolf Sprandel: Gesellschaft und Literatur im Mittelalter. Paderborn 1982.
- Horst Fuhrmann: Einladung ins Mittelalter. C. H. Beck, München 1987, ISBN 3-406-32052-X.
- Ferdinand Seibt: Glanz und Elend des Mittelalters. Eine endliche Geschichte. Siedler, Berlin 1987, ISBN 3-88680-279-5.
- Arno Borst: Lebensformen im Mittelalter. Frankfurt am Main/Berlin/Wien 1973; zahlreiche Auflagen und Ausgabe, z. B. 1988, ISBN 3-548-34004-0.
- Arno Borst: Barbaren, Ketzer und Artisten: Welten des Mittelalters. Piper, München/Zürich 1988, ISBN 3-492-03152-8.
- Jürgen Kühnel, Hans-Dieter Mück, Ursula Müller, U. Müller (Hrsg.): Mittelalter-Rezeption III: Gesammelte Vorträge des 3. Salzburger Symposions „Mittelalter, Massenmedien, Neue Mythen“. Kümmerle Verlag, Göppingen 1988 (= Göppinger Arbeiten zur Germanistik. Band 479), ISBN 3-87452-715-8.
- I. von Burg, Jürgen Kühnel, U. Müller, A. Schwarz (Hrsg.): Mittelalter-Rezeption IV: Medien, Politik, Ideologie, Wirtschaft. Gesammelte Vorträge des Symposions an der Universität Lausanne, November 1989. Kümmerle Verlag, Göppingen 1991 (= Göppinger Arbeiten zur Germanistik. Band 550), ISBN 3-87452-791-3.
- Rüdiger Krohn (Hrsg.): Forum. Materialien und Beiträge zur Mittelalter-Rezeption. Band 3. Kümmerle Verlag, Göppingen 1992 (= Göppinger Arbeiten zur Germanistik. Band 540), ISBN 3-87452-781-6.
- Horst Fuhrmann: Überall ist Mittelalter: von der Gegenwart einer vergangenen Zeit. C. H. Beck, München 1996, ISBN 3-406-40518-5.
- Karl Helmer: Bildungswelten des Mittelalters. Denken, Gedanken, Vorstellungen und Einstellungen. Schneider Hohengehren, Baltmannsweiler 1997, ISBN 978-3-87116-762-1.
- Georg Scheibelreiter: Die barbarische Gesellschaft. Mentalitätsgeschichte der europäischen Achsenzeit 5.–8. Jahrhundert. Primus, Darmstadt 1999, ISBN 978-3-89678-217-5.
- Martin Kaufhold: Europas Norden im Mittelalter. Die Integration Skandinaviens in das christliche Europa (9.–13. Jh.). Primus, Darmstadt 2001, ISBN 978-3-89678-418-6.
- P. Kellermann-Haaf: Frau und Politik im Mittelalter. Untersuchungen zur politischen Rolle der Frau in den höfischen Romanen des 12., 13. und 14. Jahrhunderts (= Göppinger Arbeiten zur Germanistik. Band 456). Kümmerle Verlag, Göppingen 1986, ISBN 3-87452-691-7.
- Jürgen Sarnowsky: England im Mittelalter. Primus, Darmstadt 2002, ISBN 978-3-89678-420-9.
- Fischer Weltgeschichte: Mittelalter und frühe Neuzeit. 4 Bände. Fischer, Frankfurt am Main 2003 (ND), ISBN 3-596-50732-4 (veralteter Forschungsstand).
- Jacques Le Goff: Die Geburt Europas im Mittelalter. C. H. Beck, München 2004, ISBN 3-406-51762-5.
- Georg Scheibelreiter (Hrsg.): Höhepunkte des Mittelalters. Primus, Darmstadt 2004, ISBN 978-3-89678-257-1.
- Karl Bosl: Europa im Mittelalter. Herausgegeben und bearbeitet von Georg Scheibelreiter. Primus, Darmstadt 2005, ISBN 978-3-89678-264-9.
- Heinz-Dieter Heimann: Einführung in die Geschichte des Mittelalters. 2. Auflage. UTB, Stuttgart 2006, ISBN 978-3-8252-1957-4.
- Malte Prietzel: Krieg im Mittelalter. Primus, Darmstadt 2006, ISBN 978-3-89678-577-0.
- Hartmut Boockmann: Einführung in die Geschichte des Mittelalters. 8. Auflage. C. H. Beck, München 2007, ISBN 978-3-406-36677-2.
- Peter Hilsch: Das Mittelalter – die Epoche. 2. Auflage. UTB, Stuttgart 2008.
- Harald Müller: Mittelalter. Akademie-Verlag, Berlin 2008, ISBN 978-3-05-004366-1.
- Gerhard Lubich: Das Mittelalter. Schöningh, Paderborn u. a. 2010, ISBN 978-3-8252-3106-4.
- Ernst Schubert: Essen und Trinken im Mittelalter. Primus, Darmstadt 2010, ISBN 978-3-89678-702-6.
- Arnold Esch: Wahre Geschichten aus dem Mittelalter. Kleine Schicksale selbst erzählt in Schreiben an den Papst. C. H. Beck, München 2010, ISBN 978-3-406-60133-0.
- Ernst Schubert: Alltag im Mittelalter. Natürliches Lebensumfeld und menschliches Miteinander (Sonderausgabe 2012). Primus, Darmstadt 2012, ISBN 978-3-86312-306-2.
- Christine Sauer (Hrsg.): Handwerk im Mittelalter. Primus, Darmstadt 2012, ISBN 978-3-86312-013-9.
- Michael Brauer: Quellen des Mittelalters. Schöningh, Paderborn 2013, ISBN 978-3-8252-3894-0.
- Hans-Werner Goetz: Proseminar Geschichte: Mittelalter. 4. Auflage. Ulmer, Stuttgart 2014, ISBN 978-3-8252-4066-0 (Einführung in die wissenschaftliche Arbeitsweise).
- Johannes Preiser-Kapeller: Byzanz. Das Neue Rom und die Welt des Mittelalters. Beck, München 2023.